# Bernd Ramm
Bernd Rudolf Ramm (* 1940 in Hamburg) ist ein deutscher Medizinphysiker, Sachbuchautor und zeitweiliger
Parteigründer. Ramm lebt seit 1978 in Berlin.
Als Student war Ramm Judoka; 1966/1967 war er deutscher Hochschulmeister im Judo. Nach seiner Promotion an der Universität Bonn war Ramm war viele Jahre als Medizinphysiker an der Charité und anderen staatlichen Krankenhäusern in Berlin tätig, zuletzt als akademischer Direktor.
Ramm hat mehrere medizinische Fachbücher aber auch Sachbücher über Strahlenschutz und die Strahlenbelastung nach Tschernobyl beschrieben. Zwischen 1993 und 1995 war er Vorsitzender der „Bürger- und Stadtpartei“ Berlins, die er mitgründete. Nach dem enttäuschenden Wahlausgang für die Stadtpartei trat er vom Parteivorsitz zurück und aus der Partei aus.
Im Jahr 2005 ließ sich Ramm zum Schöffen am Landgericht Berlin wählen; seine Motivation war nach eigener Aussage, dass er angeblich zu milde Urteile der Justiz verhindern wollte. Kurz bevor er das Amt antrat, gab er in einer Berliner Tageszeitung eine Anzeige auf, die seine Absicht schilderte.

## Veröffentlichungen
- mit Norbert Hahn: Physikalische Grundlagen der Physiologie. 1974.
- mit Gerd Hofmann: Biomathematik und medizinische Statistik, Unter Mitarb. von Norbert Hahn, 2. Auflage, Stuttgart: Enke 1982, ISBN 3-432-88832-5.
- mit Bernd Lochner: Strahlung in Umwelt, Medizin und Technik, Frankfurt/M.; Berlin; Wien: Ullstein 1983, ISBN 3-548-34161-6.
- mit Bernd Lochner: Strahlung nach Tschernobyl, Unter Mitarb. von Judith Olek u. Dietmar Hoder, Frankfurt/M.; Berlin: Ullstein 1986, ISBN 3-548-34406-2.
- mit Roland Felix: Das Röntgenbild : einschließlich Computer-Tomographie, Nuklearmedizin, Ultraschall, MRT, Thermographie, digitale Radiographie, Strahlenbiologie, Strahlenschutz, neue RöV, 3., neubearbeitete Auflage, Stuttgart; New York: Thieme 1988, ISBN 3-13-574003-X.